# Nicoleta Matei

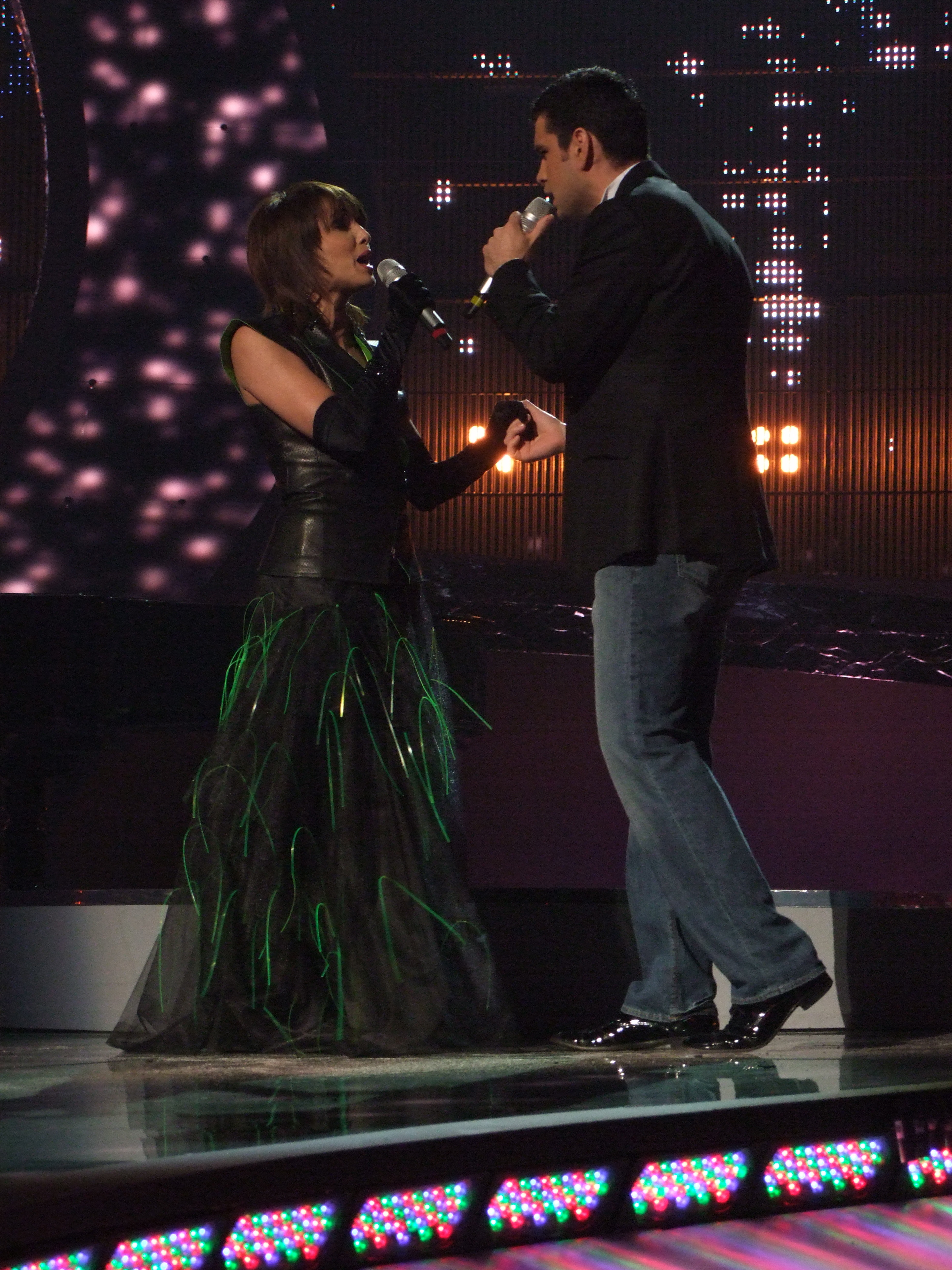
Nicoleta Matei und Vlad Miriță im 1. Halbfinale des Eurovision Song Contest 2008

Nicoleta Matei (* 1. Februar 1970 in Ploiești), bekannt unter ihrem Künstlernamen Nico, ist eine rumänische Sängerin. Gemeinsam mit Vlad Miriță vertrat sie Rumänien beim Eurovision Song Contest 2008 in Belgrad, Serbien.

## Hintergrund
Nico und Vlad setzten sich im nationalen Vorentscheid Rumäniens für den Eurovision Song Contest gegen ihre Mitbewerber durch und traten mit ihrem Lied Pe-o margine de lume zunächst im ersten Halbfinale am 20. Mai 2008 an, wo sie den 7. Platz belegten und sich somit für das Finale am 24. Mai qualifizieren konnten. Dort erreichten sie unter insgesamt 25 Teilnehmern den 20. Platz mit insgesamt 45 Punkten.

## Diskografie
Alben
- 2003: Gând pentru ei
- 2005: Așa cum vrei
- 2007: Cast Away
- 2009: Love Mail
- 2016: Motive